# ICloud
iCloud es un sistema de almacenamiento nube o cloud computing de Apple Inc. Fue lanzado el 12 de octubre de 2011. Desde julio de 2012, el servicio cuenta con más de 150 millones de usuarios.
Anunciado el 6 de junio de 2011 en la Conferencia de Desarrolladores Globales de Apple (WWDC, por sus siglas en inglés), el servicio permite a los usuarios almacenar datos, como archivos de música, en servidores remotos para descargar en múltiples dispositivos como iPhones, iPods, iPads y las computadoras personales que funcionen con Mac OS X (Lion o más reciente) o Windows de Microsoft (Windows Vista o más reciente). También reemplaza al servicio de Apple MobileMe, que actúa como un centro de datos de sincronización de correo electrónico, contactos, calendarios, marcadores, notas, listas de tareas y otros datos.
Estos datos se almacenan en los servidores de Apple Inc en Carolina del Norte y California. 
A partir de 2011, iCloud se basa en Amazon AWS y Microsoft Azure (white paper Apple iOS Seguridad publicada en 2014; Apple reconoció que los archivos de iOS cifrados se almacenan en Amazon S3 y Microsoft Azure). En el año 2016, Apple firma un acuerdo para utilizar Google Cloud Platform para algunos servicios de iCloud.

## Historia
iCloud es la última  de servicios de Apple en computación en la nube. Sustituye a servicios previos llamados: iTools en 2000, .Mac en 2002 y MobileMe en 2005.
De acuerdo con la página de soporte de Apple, MobileMe se suspenderá del 30 de junio de 2012, y cualquier persona que tuviera una cuenta, a partir de la presentación de iCloud podrá trasladarse, de forma gratuita.
El sitio web oficial www.icloud.com, se puso en marcha a principios de agosto para desarrolladores de Apple. El 12 de octubre de 2011,  iCloud comenzó a estar disponible para su descarga a través de actualización de iTunes. iCloud tuvo 20 millones de usuarios en menos de una semana. En junio de 2011, el banco canadiense RBC Capital Markets, encontró que el 76 por ciento de los propietarios de iPhone planeaba usar iCloud cuando el servicio fuera puesto en marcha, y predijo que 150 millones de personas podrían inscribirse en iCloud. Puerto Rico se incluye como parte de Estados Unidos.
Si el usuario deja de pagar la cuota anual no podrá descargar nuevas canciones de iTunes Match. El contenido descargado previamente a la computadora no se verá afectado ya que las canciones están en formato de expediente AAC libre de DRM.

### Volver a mi Mac (Back to my Mac)
Volver mi Mac, antes parte de MobileMe, se incluye ahora con iCloud. Este servicio permite a los usuarios conectarse de forma remota a otros ordenadores configurados con el mismo ID de Apple  donde Volver a mi Mac haya sido activado previamente
iCloud viene en todos los dispositivos Apple. Eso significa que tu contenido, como fotos, archivos y notas, está protegido, actualizado y siempre a mano dondequiera que estés. Además, funciona automáticamente para que no tengas que preocuparte por nada. iCloud te ofrece 5 GB de almacenamiento gratuito, y es muy fácil agregar más espacio cuando lo necesites.

## Requisitos de sistema
iCloud requiere un dispositivo con iOS 5 o posterior, o una Mac con OS X Lion para crear una nueva cuenta. La sincronización con PC requiere Windows Vista o posterior, iCloud Control Panel y, opcionalmente, Outlook  2007 o posterior para sincronizar el calendario, contactos y recordatorios. El acceso en línea a iCloud requiere un navegador web compatible.

## Privacidad
Los datos en iCloud se guardan sin cifrar, por lo que Apple y el gobierno de los Estados Unidos pueden tener acceso a los datos.